# 求婚
求婚，是指請求對方與自己結婚，一般發生在未婚情侶之間。求婚可能具有儀式性質，甚至在此前就以儀式規格準備。求婚儀式在多地風俗中並非必要，在一些國度當眾举行。求婚被應允，在全球多地意味著訂婚的開始。

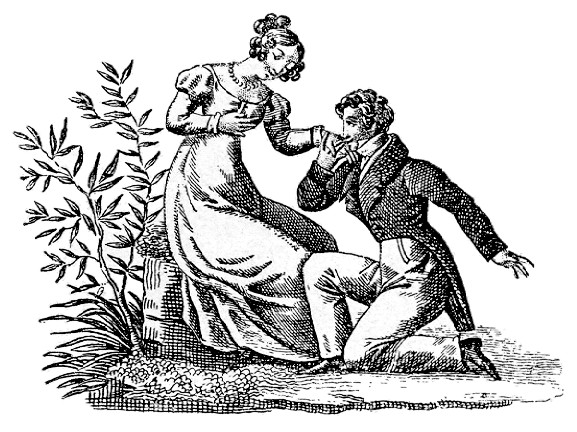
傳統的西方單膝(one-knee)下跪求婚儀式，1815年左右

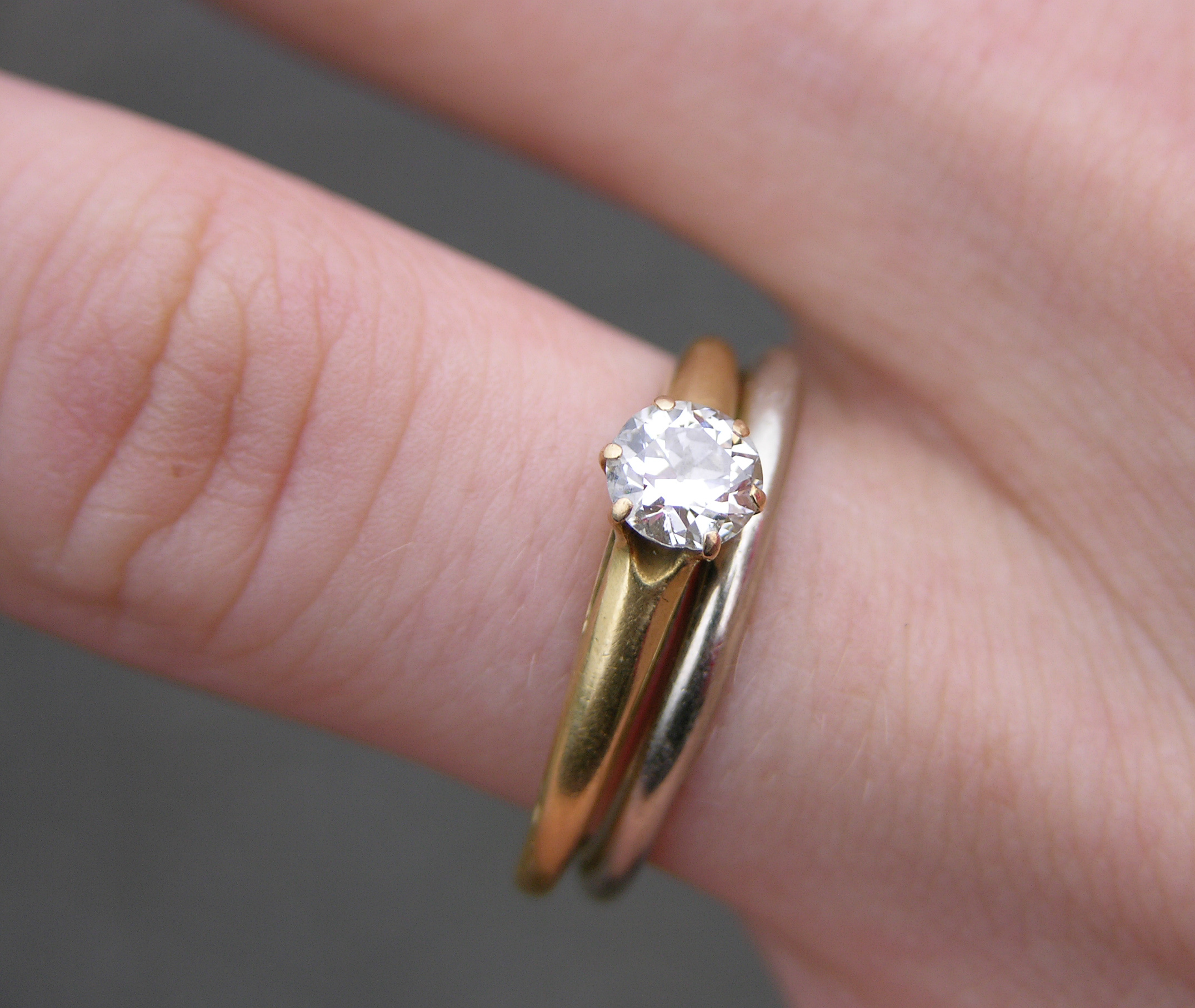
求婚成功未必一定要出示鑽石戒指，誠意是最重要的。

東亞傳統視結婚為家族大事。當地異性情侶即使已互相應允結婚，男方家人仍依傳統向女方家人提親，在个别地方甚或需請媒人說親。偶有女方家人主動向男方家人提親的實例。不過，此一傳統已漸淡化。
源自西方而流行於現代的求婚儀式是，一方帶同結婚戒指、鮮花，向另一方親身單膝下跪並表白等，當中誠意至關重要。

## 逆求婚
多数求婚是由男方向女方求婚，但近年歐美、日本及香港等地，開始出現女方向男方求婚的現象，在性別偏見的视角稱為「逆求婚」。根據《香港經濟日報》報導，漸多香港女性主動出擊，向男性求婚。

## 統計
依據香港生活易網站在2010年1月進行的調查，在已婚或已訂婚的312名港人中，有74%的受訪者表示求婚一次已成功，平均求婚次數為1.13次；而求婚的平均消費為18,366港元，求婚戒指佔其中八成開支。

## 相關劇集
- 101次求婚
- 求婚大作戰
- 東京愛情故事

## 外部連結
- 求婚花束的歷史 （页面存档备份，存于）. （中文）
- The World's Greatest Marriage Proposals. （英文）
- News article about women proposing（页面存档备份，存于）. （英文）
- Proposal Ideas （页面存档备份，存于）. （英文）
- Romantic Ways To Propose （页面存档备份，存于） （英文）
- Online Engagement Community （页面存档备份，存于） （英文）